# Man Singh II
Man Singh II (Isarda, 21 agosto 1912 – Cirencester, 24 giugno 1970) è stato un principe, politico e diplomatico indiano.
Fu Maharaja di Jaipur dal 1922 al 1948. Fu inoltre Rajpramukh (Governatore) del Rajasthan dal 1949 al 1956. Negli ultimi anni della sua vita fu ambasciatore indiano in Spagna.

## Biografia

### I primi anni
Man Singh II nacque col nome di Mor Mukut Singh, figlio secondogenito del Thakur Sawai Singh di Isarda e di sua moglie Sugan Kunwar, del villaggio di Kotla, nell'Uttar Pradesh. Suo padre era un nobile appartenente alla dinastia dei Kachhwaha dei Rajputs. Mor Mukut crebbe nel piccolo villaggio di Isarda. La sua famiglia era legata alle famiglie regnanti di Jaipur e Kotah (dove la sorella di suo padre si era sposata). L'allora maharaja di Jaipur, Madho Singh II, era anche figlio di un ex Thakur di Isarda ed era stato adottato dalla famiglia regnante a Jaipur e per questo motivo, in mancanza di eredi legittimi, decise egli stesso di adottare un proprio parente nella persona di Man Singh il 24 marzo 1921. Madho Singh infatti aveva avuto almeno 65 figli dalle proprie concubine, ma nessun figlio legittimo dalle sue cinque mogli, perché un saggio gli aveva consigliato di non avere figli da queste per non andare incontro a pessime sventure.
Madho Singh II morì il 7 settembre 1922 , e gli succedette Man Singh nel ruolo di maharaja di Jaipur e capo del clan Kachwaha dei Rajputs. Il nuovo maharaja Man Singh aveva allora appena 10 anni.

### Maharaja di Jaipur
Una volta sul trono, Man Singh avviò in un programma di modernizzazione dello stato, creando una serie di infrastrutture e fondando numerose istituzioni pubbliche che portarono la città di Jaipur a svilupparsi. All'epoca dell'indipendenza dell'India nel 1947, il maharaja fu incerto rispetto all'entrata dello stato di Jaipur nel Dominion of India ma alla fine firmò l'Instrument of Accession nell'aprile del 1949, immettendo il proprio stato nella Rajasthan States Union,  mantenendo inizialmente una parte dei propri poteri. Il maharaja divenne Rajpramukh della States Union, ma l'incarico venne abolito con la riorganizzazione degli stati indiani nel 1956. Come tutti gli altri principi indiani, Man Singh mantenne i propri titoli, una pensione governativa ed altri privilegio sino al 1971.
Nel 1958 Man Singh si impegnò attivamente nel campo del turismo comprendendo le potenzialità del Rajasthan, e per questo decise di convertire il Palazzo di Rambagh in un hotel di lusso. Nel 1962 venne eletto al Consiglio degli Stati, nella Rajya Sabha, la camera alta del parlamento indiano, rimanendo in carica sino al 1968, e venendo nel contempo nominato dal 1965 per conto del governo indiano al ruolo di ambasciatore in Spagna. Sfruttando i suoi vari contatti in Europa, vi trascorse molto tempo e colse l'occasione per studiare in particolare le nuove tecnologie militari per l'esercito indiano.
Fu un noto giocatore di polo, vincendo il trofeo della coppa del mondo del 1933. Il Sawai Mansingh Stadium di Jaipur deve il suo nome a lui. Negli anni '50 divenne proprietario del Saint Hill Manor a East Grinstead, nel West Sussex, che poi rivendette a L. Ron Hubbard, fondatore di Scientology, nel 1959.

### Gli ultimi anni

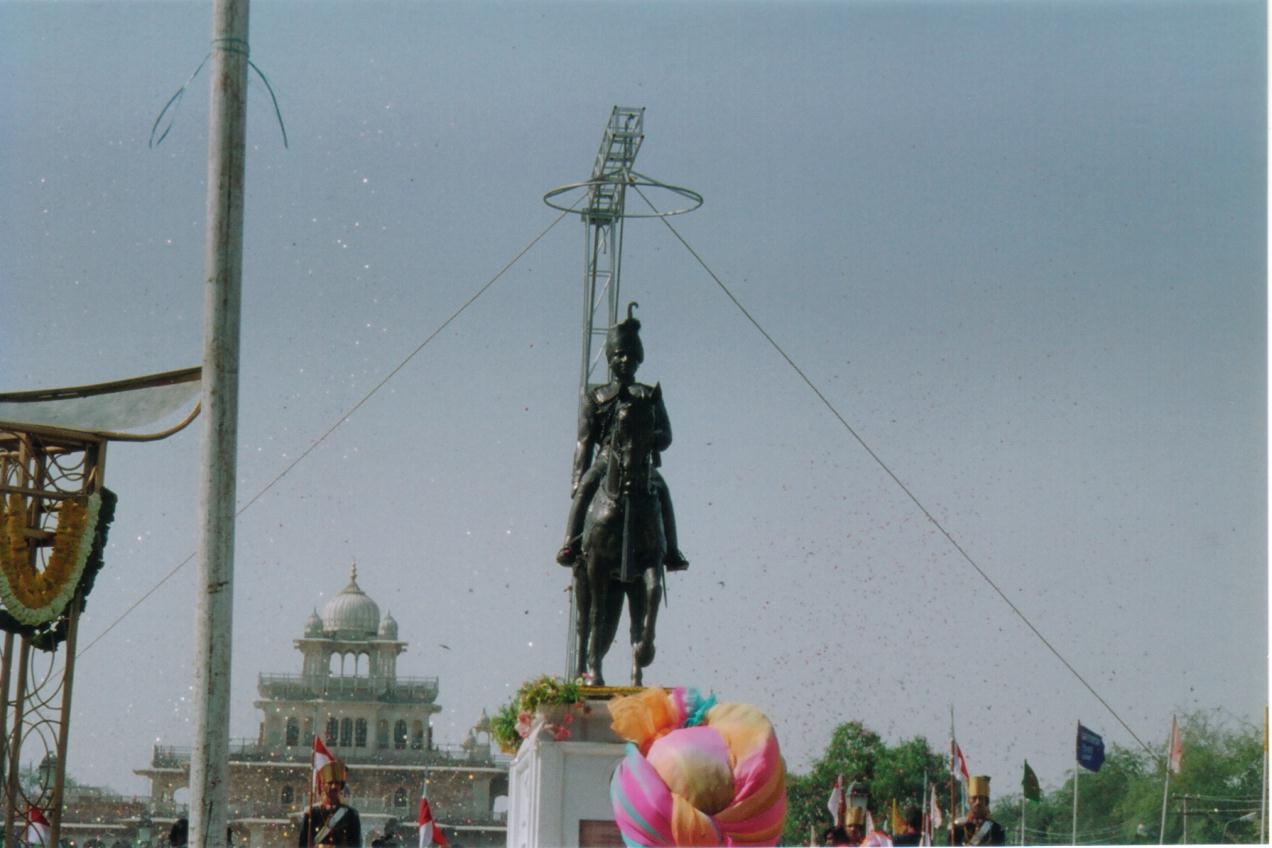
Inaugurazione della statua di Man Singh a Jaipur nel Rajasthan day, 30 marzo 2005

Nel 1970, Man Singh ebbe un incidente mentre giocava a polo a Cirencester, in Inghilterra, morendo in quello stesso giorno. Venne succeduto al ruolo titolare di maharaja di Jaipur e di capo del clan Kachwaha, dal suo primogenito, Bhawani Singh di Jaipur. La sua morte, politicamente, segnò anche l'ascesa di Indira Gandhi che riuscì così a sfondare il blocco opposto alle sue riforme dagli ex principi indiani che erano scesi in politica.
A Man Singh è stata dedicata una statua nella città di Jaipur, inaugurata il 30 marzo 2005. Lo stadio di cricket di Jaipur deve il suo nome al principe. Sua moglie, Gayatri Devi, inaugurò una scuola a suo nome in città dopo la sua morte.

## Matrimoni e figli

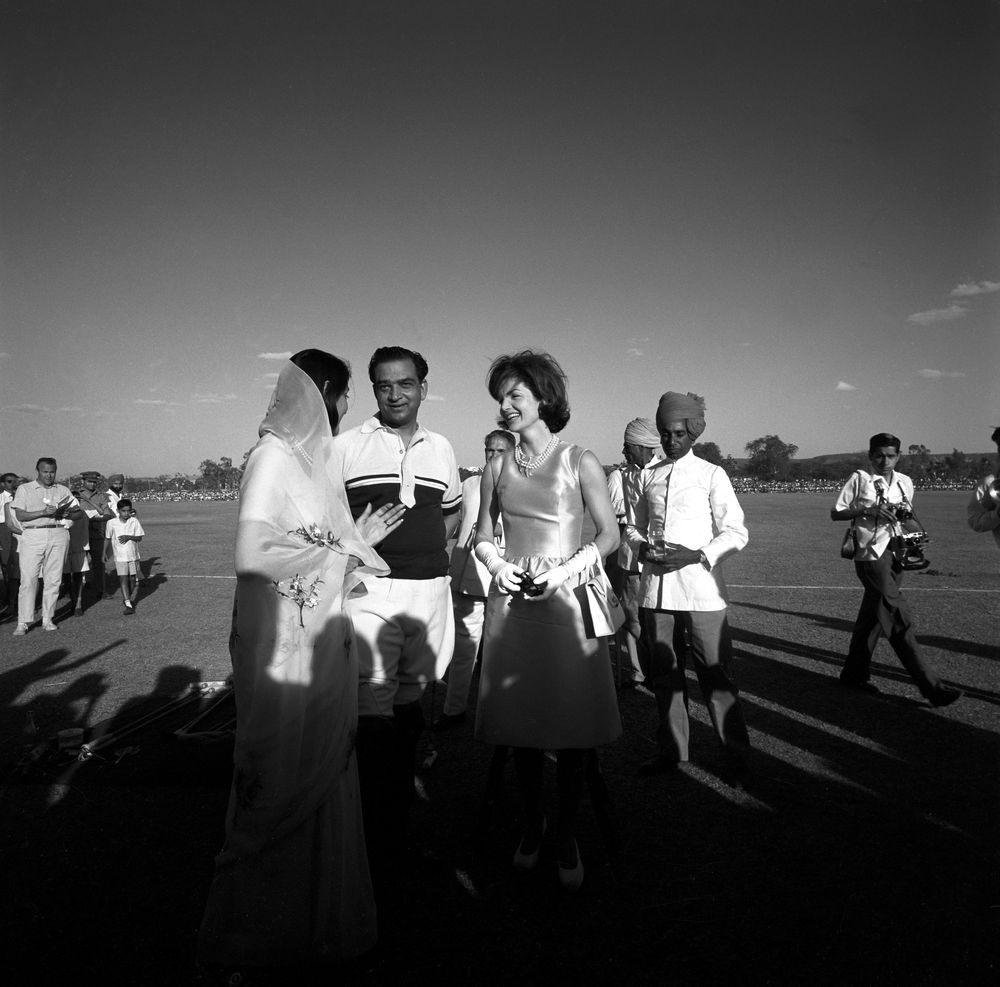
La first lady Jacqueline Kennedy col maharaja e la maharani di Jaipur.

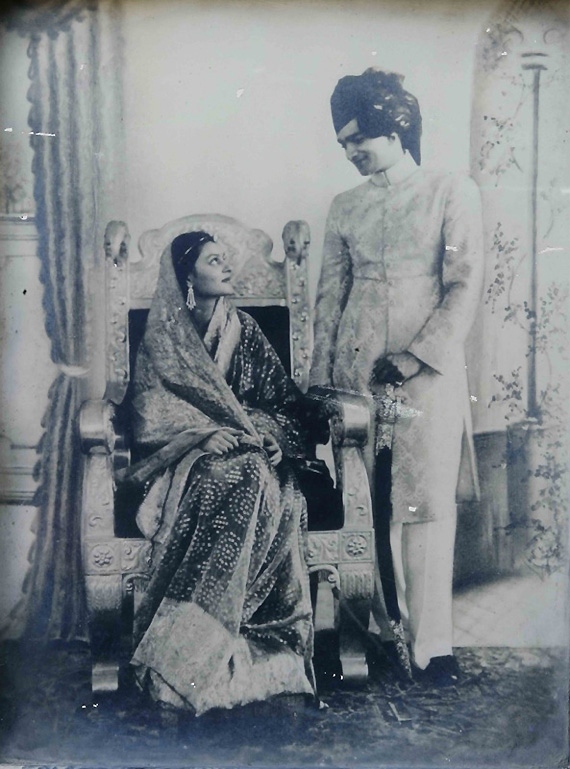
Man Singh II e la maharani Gayatri Devi.

### Matrimoni
Man Singh II si sposò tre volte, e le sue tre mogli vissero insieme nella sua casa, secondo il costume dei Rajput. Le sue due prime mogli vennero scelte dalla sua famiglia. La prima moglie fu Marudhar Kunwar, sorella di Sumer Singh, maharaja di Jodhpur. Questa aveva dodici anni in più dello sposo e gli portò due figli: una figlia, Prem Kumari, ed il primogenito ed erede, Bhawani Singh. La sua seconda moglie, Kishore Kanwar, era nipote della prima moglie e figlia del maharaja Sumer Singh di Jodhpur. Aveva cinque anni in meno del marito.
Il maharaja Man Singh II ebbe una breve relazione con Lady Ursula Manners.
Nel 1940, Man Singh II si sposò la terza e ultima volta con la leggendaria bellezza Gayatri Devi di Cooch Behar, figlia del maharaja Jitendra Narayan di Cooch Behar e della maharani Indira Devi, principessa di Baroda. Questa divenne nota tra il popolo di Jaipur, divenendo dapprima un'icona della moda e della bellezza indiana, poi distinguendosi anche come politica e parlamentare indiana.

### Figli
Man Singh fu padre di quattro figli e di una figlia, avuti dalle sue tre mogli:
Dalla prima moglie, la maharani Marudhar Kunwar, ebbe un figlio e una figlia
- Prem Kumari (1929–1970). Nel 1948 sposò il maharawal di Baria. Ebbe una figlia.
- Bhawani Singh (1931–2011), succedette nei titoli del padre nel 1970. Nel 1967, sposò Padmini Devi, figlia del raja di Sirmur, ebbe una figlia.

Dalla seconda moglie, la maharani Kishore Kunwar, ebbe due figli
- Jai Singh (n. 1933), ottenne il titolo di raja di Jhalai, residenza già appannaggio di suo padre. Nel 1983, sposò Vidya Devi, figlia del raja di Jubbal, ed ebbe un figlio.
- Prithviraj (1935–2020); ricevette il titolo di raja di Bhagwatgarth. Nel 1961, sposò Devika Devi, principessa di Tripura e nipote (figlia della sorella) della sua matrigna, Gayatri Devi. I due vissero perlopiù separati.[8] Prithviraj e Devika ebbero insieme un figlio.

Dalla terza moglie, Gayatri Devi (1919–2009) ebbe un figlio
- Jagat Singh, (1949–1997); ricevette il titolo di raja di Isarda; sposò nel 1978 (div. nel 1987) con una principessa thailandese. La coppia ebbe due figli.

## Nella cultura popolare
Nel 2015, Zee TV trasmise la fiction televisiva Ek Tha Raja Ek Thi Rani, basata sulla vita di Rana Indravardhan Singh Deo. Il ruolo di Man Singh II venne interpretato dall'attore indiano Siddhant Karnick.